# Бесас
Бесас (ісп. Bezas) — муніципалітет в Іспанії, у складі автономної спільноти Арагон, у провінції Теруель. Населення — 79 осіб (2010).
Муніципалітет розташований на відстані близько 200 км на схід від Мадрида, 18 км на захід від міста Теруель.

## Демографія
Динаміка населення (INE ):

## Галерея зображень

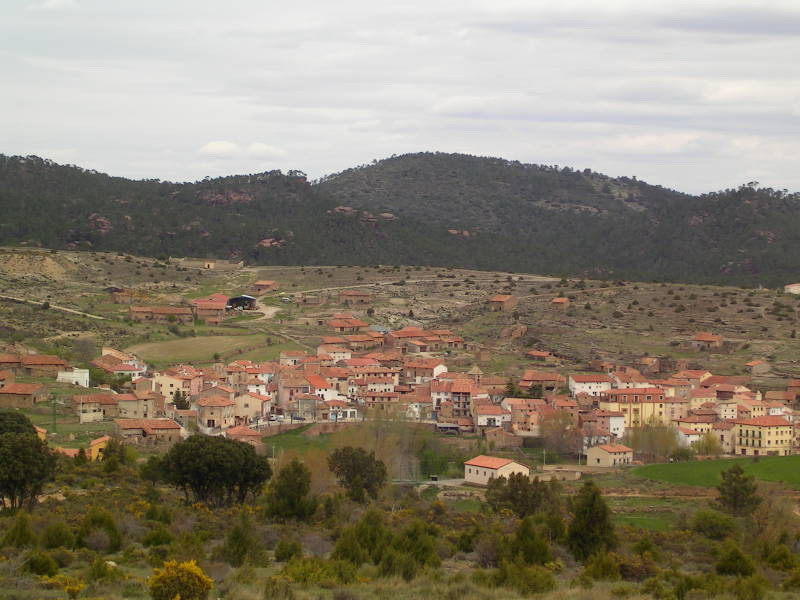
Бесас